# Midnite Vultures
Midnite Vultures è il settimo album discografico in studio del cantautore statunitense Beck, di genere alternative rock, pubblicato nel novembre 1999 dalla DGC Records.
Nonostante fosse simile a molti degli album precedenti di Beck, nella sua esplorazione di vari stili musicali, Midnite Vultures non ottenne lo stesso successo del suo precedente album Odelay, ciononostante fu ben accetto dalla critica e ottenne buone vendite.

## Accoglienza
| Recensione           | Giudizio |
| -------------------- | -------- |
| AllMusic             |          |
| Alternative Press    |          |
| Entertainment Weekly | A−       |
| Los Angeles Times    | [ 8 ]    |
| NME                  | 8/10     |
| Pitchfork            | 8.5/10   |
| Q                    | [ 11 ]   |
| The Guardian         | [ 12 ]   |
| Rolling Stone        | [ 13 ]   |
| Select               | [ 14 ]   |

Midnite Vultures ha ottenuto l'acclamazione universale da parte dei critici musicali. Su Metacritic, sito che assegna un punteggio normalizzato su 100 in base a recensioni selezionate, l'album ha ottenuto un punteggio medio di 83 basato su diciannove recensioni.

## Tracce
Testi e musiche di Beck Hansen, eccetto dove indicato.
1. Sexx Laws – 3:39
2. Nicotine & Gravy – 5:13
3. Mixed Bizness – 4:10
4. Get Real Paid – 4:20
5. Hollywood Freaks – 3:59 (Hansen, John King, Michael Simpson)
6. Peaches & Cream – 4:54
7. Broken Train – 4:11
8. Milk & Honey – 5:18 (Hansen, Buzz Clifford)
9. Beautiful Way – 5:44
10. Pressure Zone – 3:07
11. Debra – 13:46 (Hansen, King, Simpson)

CD bonus nell'edizione limitata
1. Salt in the Wound – 3:24
2. This Is My Crew – 3:55
3. Sexx Laws (Malibu remix) – 6:52

## Curiosità
- Il brano Mixed Bizness finisce con 25 secondi di rumore descritto come "robot che fanno i cattivi".
- Beautiful Way si conclude con 9 secondi di effetti sonori simili a quelli delle bombolette spray.
- Lo stesso brano Beautiful Way è ispirato al brano dei Velvet Underground Countess from Hong Kong, demo del 1995 presente nel box Peel Slowly and See.
- Un sample di Beautiful Way è presente in Windows Media Player nell'edizione per Windows Me.
- Debra contiene elementi tratti da My Love for You di Ed Greene (dall'album di Ramsey Lewis Funky Serenity del 1973).
- Debra finisce con 7 minuti di silenzio e un minuto circa di rumore elettronico.

## Formazione
- Beck - synth, chitarra, piano, tastiere, programmazione, voce, coro, produzione, vocoder, arrangiamenti, missaggio

Altri musicisti
- David Richard Campbell - viola, arrangiamenti archi, direzione archi
- Larry Corbett - violoncello
- Joel Derouin, Eve Butler - violino
- Brian Gardner, Greg Leisz, Michael Patterson, Chris Bellman - masterizzazione
- Greg Leisz, Jay Dee Maness - pedal steel guitar
- Johnny Marr - chitarra elettrica
- Herb Pedersen - banjo
- Fernando Pullum - corno
- David Ralicke - trombone
- Joe Turano, Steve Baxter - corno, cori
- Arnold McCuller, Beth Orton, Valerie Pinkston - cori
- Smokey Hormel - chitarra
- Joey Waronker - batteria, percussioni
- Dust Brothers - scratching, programmazione, produzione, ingegneria
- Robert Carranza - ingegneria archi
- Justin Meldal-Johnsen - synth, basso, chitarra, percussioni, cori, battimani, shaker
- Roger Joseph Manning Jr. - organo, synth, piano, tamburello, cori, clarinetto, percussioni, shaker, vocoder
- Mickey Petralia - programmazione, produzione, ingegneria, missaggio
- Shauna O'Brien - manager
- DJ Swamp - scratching
- Charlie Gross - fotografia
- Arroyo Bombers, Arroyo Tabernacle Men's Chorale - coro
- Derek Carlson - secondo ingegnere
- Eye - artwork, direzione artistica, design
- Gimbop - layout
- Michael Gondry - collage
- Tony Hoffer - chitarra, programmazione, produzione, ingegneria, editing, missaggio
- David Arthur Brown - sax

## Classifiche

### Classifiche settimanali
| Classifica (1999) | Posizione massima |
| ----------------- | ----------------- |
| Australia         | 34                |
| Austria           | 41                |
| Belgio (Fiandre)  | 32                |
| Francia           | 19                |
| Germania          | 46                |
| Norvegia          | 3                 |
| Nuova Zelanda     | 33                |
| Paesi Bassi       | 88                |
| Regno Unito       | 19                |
| Stati Uniti       | 34                |
| Svezia            | 29                |
| Svizzera          | 42                |

### Classifiche di fine anno
| Classifica (2000) | Posizione |
| ----------------- | --------- |
| Stati Uniti       | 183       |